# Premis Pulitzer de 1944
Els següents són els Premis Pulitzer de 1944.

## Premis de periodisme
- Servei públic:

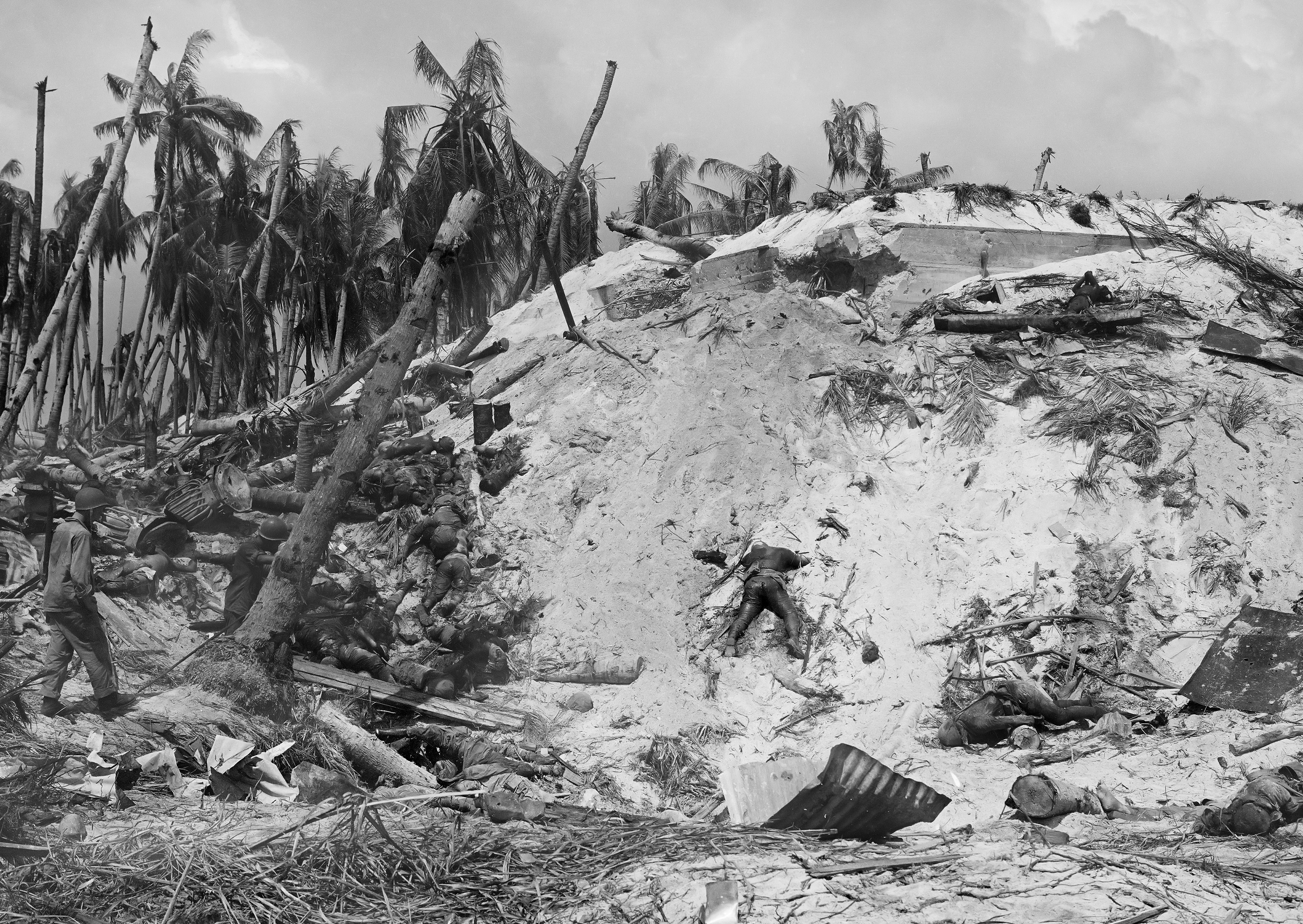
"Tarawa Island", l'altra Fotografia premiada

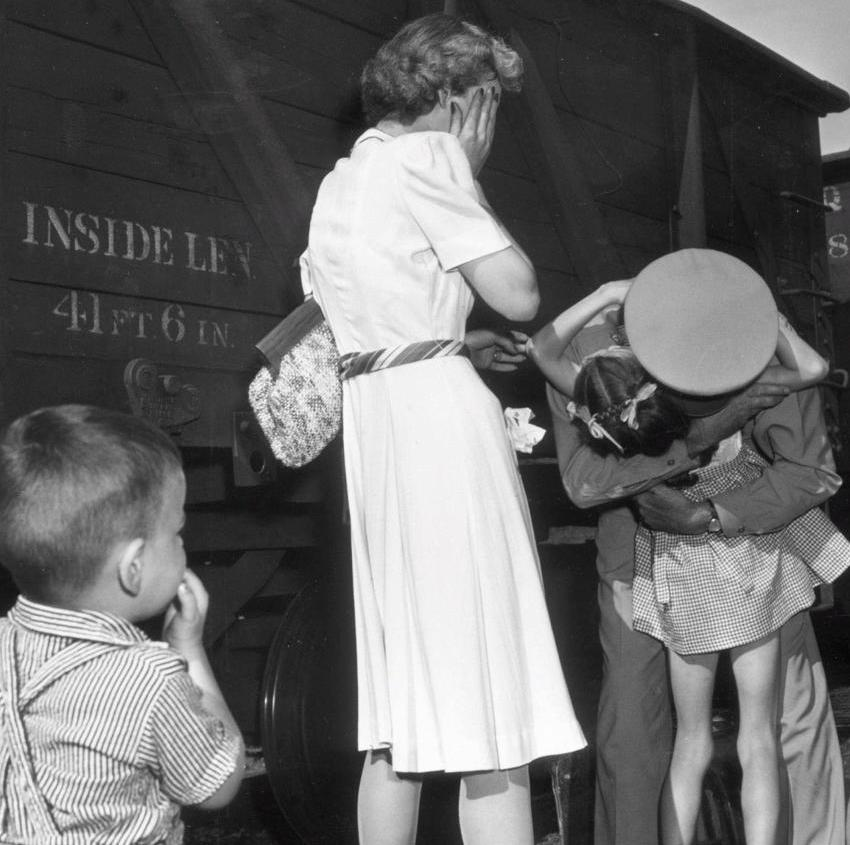
"Homecoming", una de les Fotografies premiades

  - The New York Times per la seva enquesta sobre l'ensenyament de la història nord-americana.
- Reportatge:
  - Paul Schoenstein i col·laboradors del New York Journal American, per una notícia publicada el 12 d'agost de 1943, que va salvar la vida d'una nena de dos anys a l'Hospital Luterà de la ciutat de Nova York obtenint penicil·lina.
- Corresponsalia:
  - Ernest Taylor Pyle, de la Scripps-Howard Newspaper Alliance, per corresponsalia de guerra distingida durant l'any 1943.[1]
- Periodisme Telegràfic - Nacional:
  - Dewey L. Fleming de The Baltimore Sun, pels seus distingits reportatges durant l'any 1943.
- Periodisme Telegràfic - Internacional:
  - Daniel De Luce de l'Associated Press, pels seus distingits reportatges durant l'any 1943.
- Redacció Editorial:
  - Henry J. Haskell de The Kansas City Star, per als editorials escrits durant l'any 1943.[2]
- Caricatura Editorial:
  - Clifford K. Berryman de l'Evening Star (Washington DC), per "But Where Is the Boat Going?"
- Fotografia:
  - Earle L. Bunker de l'Omaha World-Herald, per la seva foto titulada "Homecoming".
  - Frank Filan, de l'Associated Press, per la seva foto titulada "Tarawa Island"."But Where Is the Boat Going?", la caricatura Editorial premiada
- Citacions Especials:

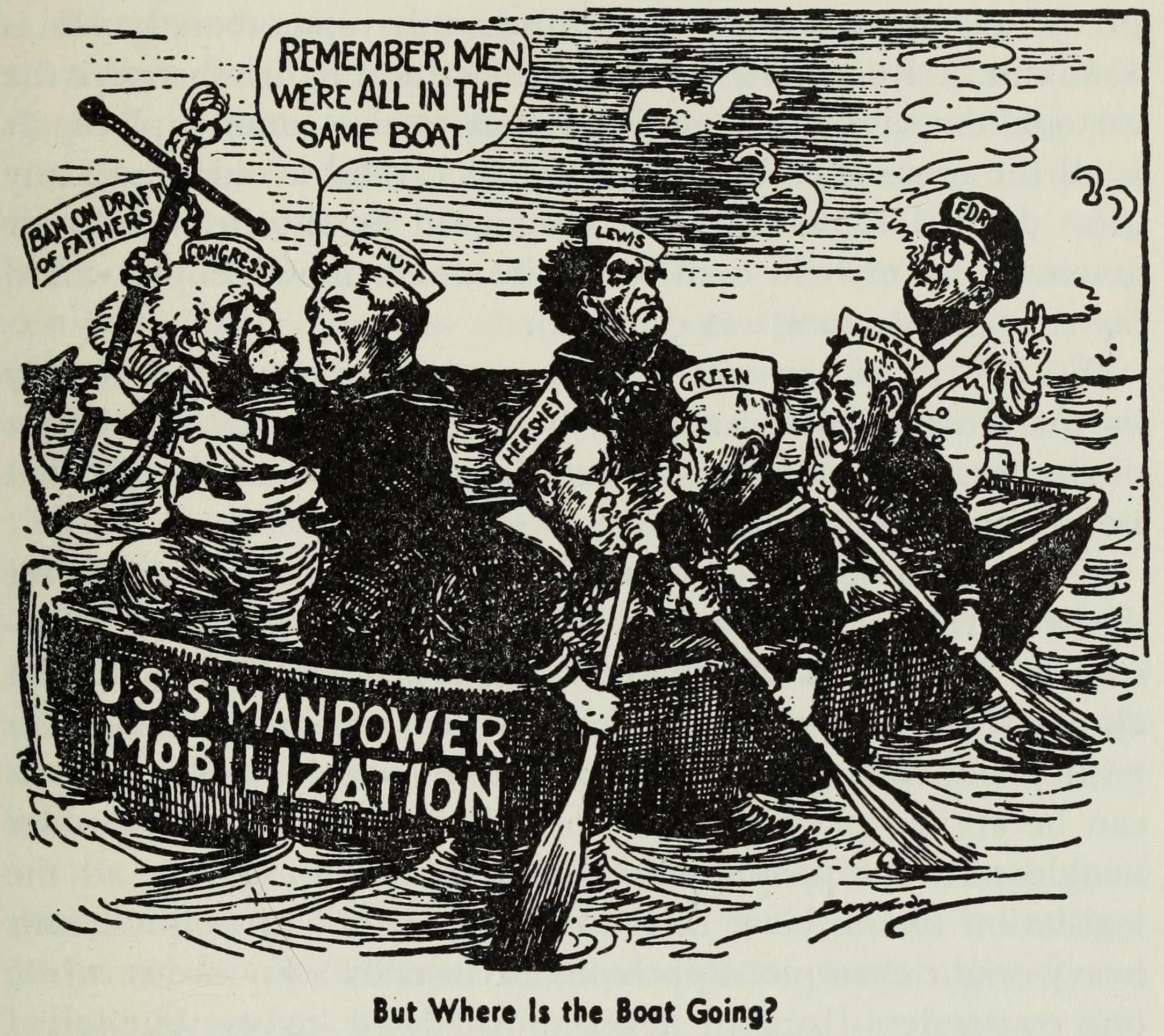
"But Where Is the Boat Going?", la caricatura Editorial premiada

  - Byron Price, Director de l'Oficina de Censura, per a la creació i administració dels codis de premsa i ràdio.
  - William Allen White va ser honrat amb un pergamí d'agraïment pels seus serveis durant set anys com a membre del consell assessor del Premi Pulitzer, lliurat a títol pòstum a la seva vídua.[3]

## Premis de Lletres, Drama i Música
- Novel·la:
  - Journey in the Dark de Martin Flavin (Harper).
- Drama:
  - No es va concedir cap premi
- Història:
  - El creixement del pensament americà de Merle Curti (Harper).
- Biografia o autobiografia:
  - The American Leonardo: The Life of Samuel F B. Morse de Carleton Mabee (Knopf).
- Poesia:
  - Western Star de Stephen Vincent Benet (Farrar).
- Música:
  - Simfonia núm. 4. Opus 34 per Howard Hanson (Eastman School of Music). Interpretada per l'Orquestra Simfònica de Boston el 3 de desembre de 1943
- Premi Especial:
  - En lloc del premi de Drama, es va lliurar un premi especial a Richard Rodgers i Oscar Hammerstein II, per Oklahoma![4]